# Constantin Gottlieb Leberecht von Zeppelin
Constantin Gottlieb von Zepelin (1771–1848) – pruski generał.
Służył w armii od 1787 roku, brał udział w wojnach napoleońskich. Od 1826 do 1848 był komendantem twierdzy w Szczecinie. 17 lutego 1837, z okazji 50 lecia służby, otrzymał tytuł Honorowego Obywatela Miasta Szczecina.
Odznaczony między innymi: Orderem Pour le Mérite, Orderem Świętego Włodzimierza, Orderem św. Anny, Żelaznym Krzyżem (dwukrotnie).
Był honorowym członkiem wolnomularskiej loży Pod trzema cyrklami w Szczecinie.